# Cípsela (fruit)

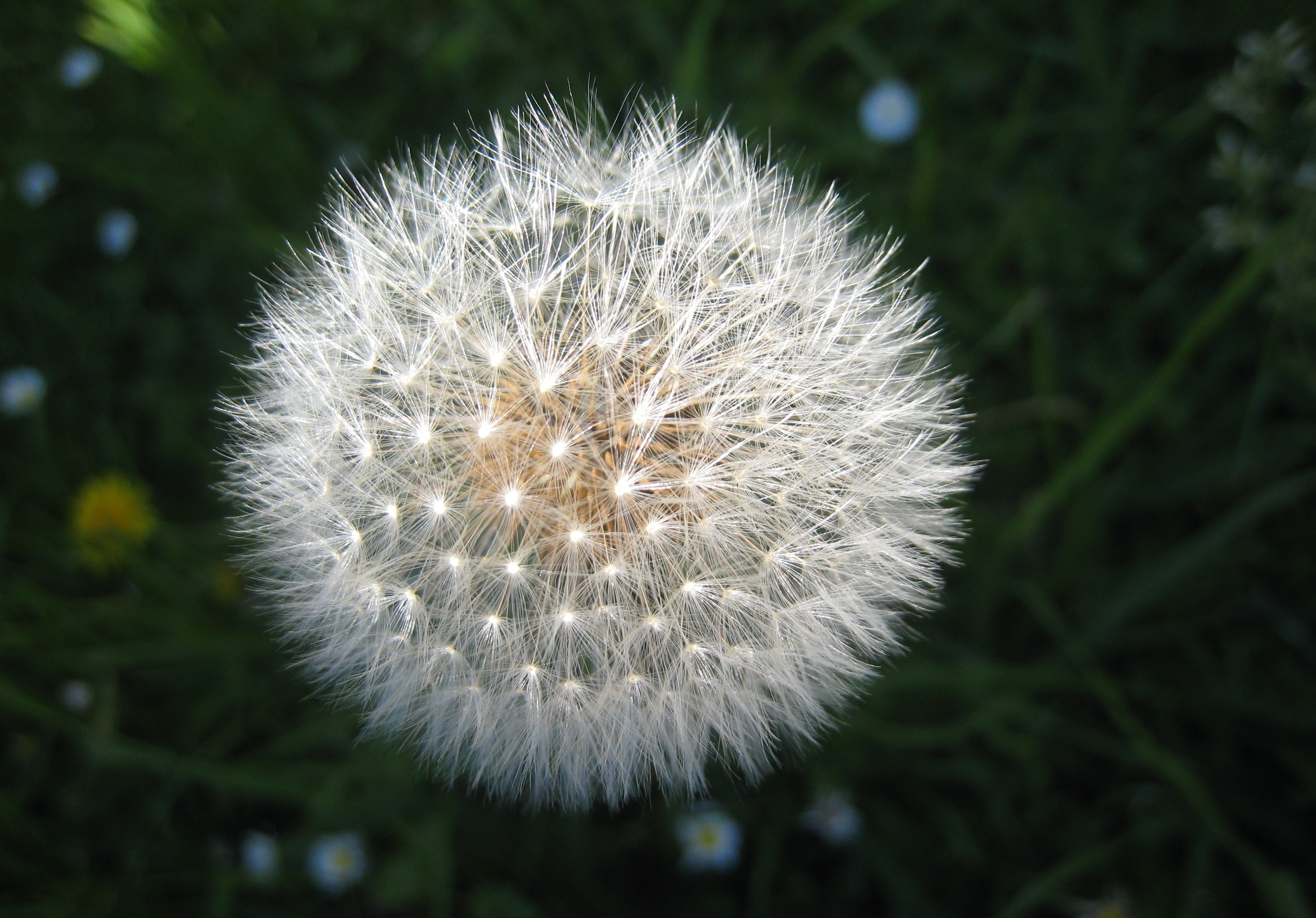
Cípsela d'una dent de lleó, (el capítol (botànica) madurat): forma una estructura anomenada papus que permet a la planta disseminar-se a través de l'acció del vent gràcies al teixit sedós del calze per sobre de l'ovari

La cípsela és un tipus de fruit simple indehiscent sec i monospèrmic, que es deriva d'un ovari ínfer compost amb un sol lòcul. És un aqueni format per més d'un carpel. Exemples d'aquest tipus de fruit els trobem en les asteràcies. La closca blanca i grisa de les llavors del gira-sol són les parets de la cípsela. Moltes cípseles (les de la dent de lleó, per exemple) tenen teixit del calze adjunt, amb un paper important en la dispersió biològica de les llavors. També es troba en algunes valerianòidies.

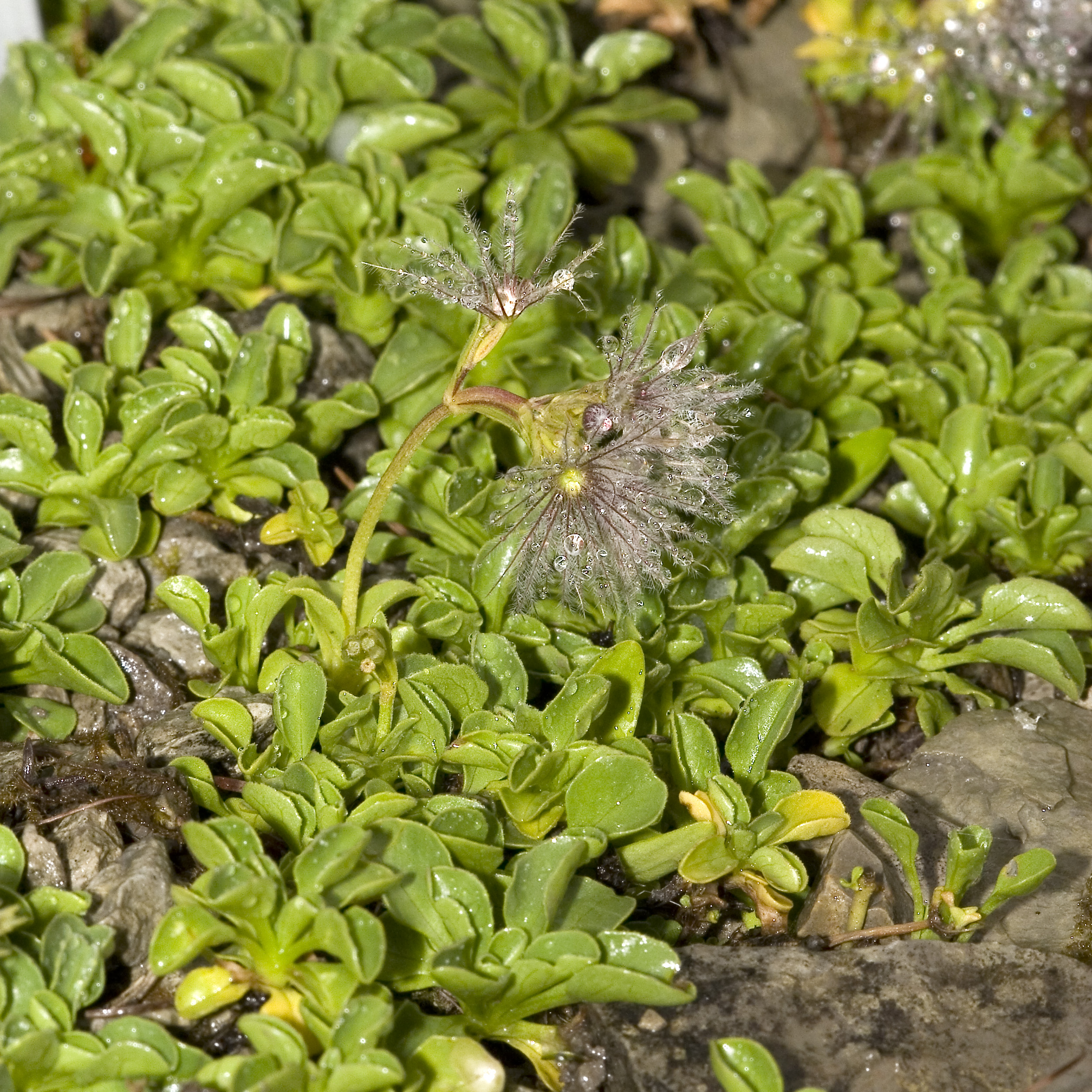
Cípseles de Valeriana supina)
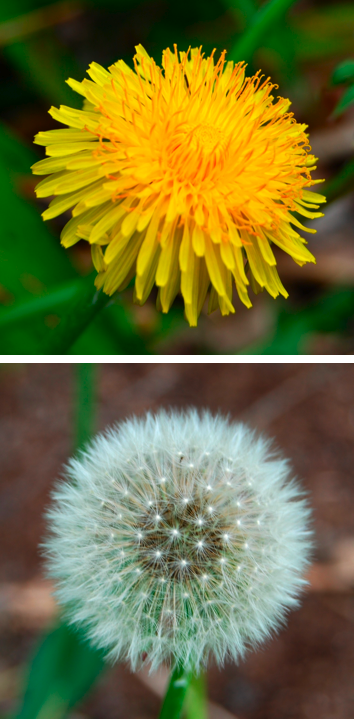
Comparació de la flor de la dent de lleó i del fruit, la cípsela
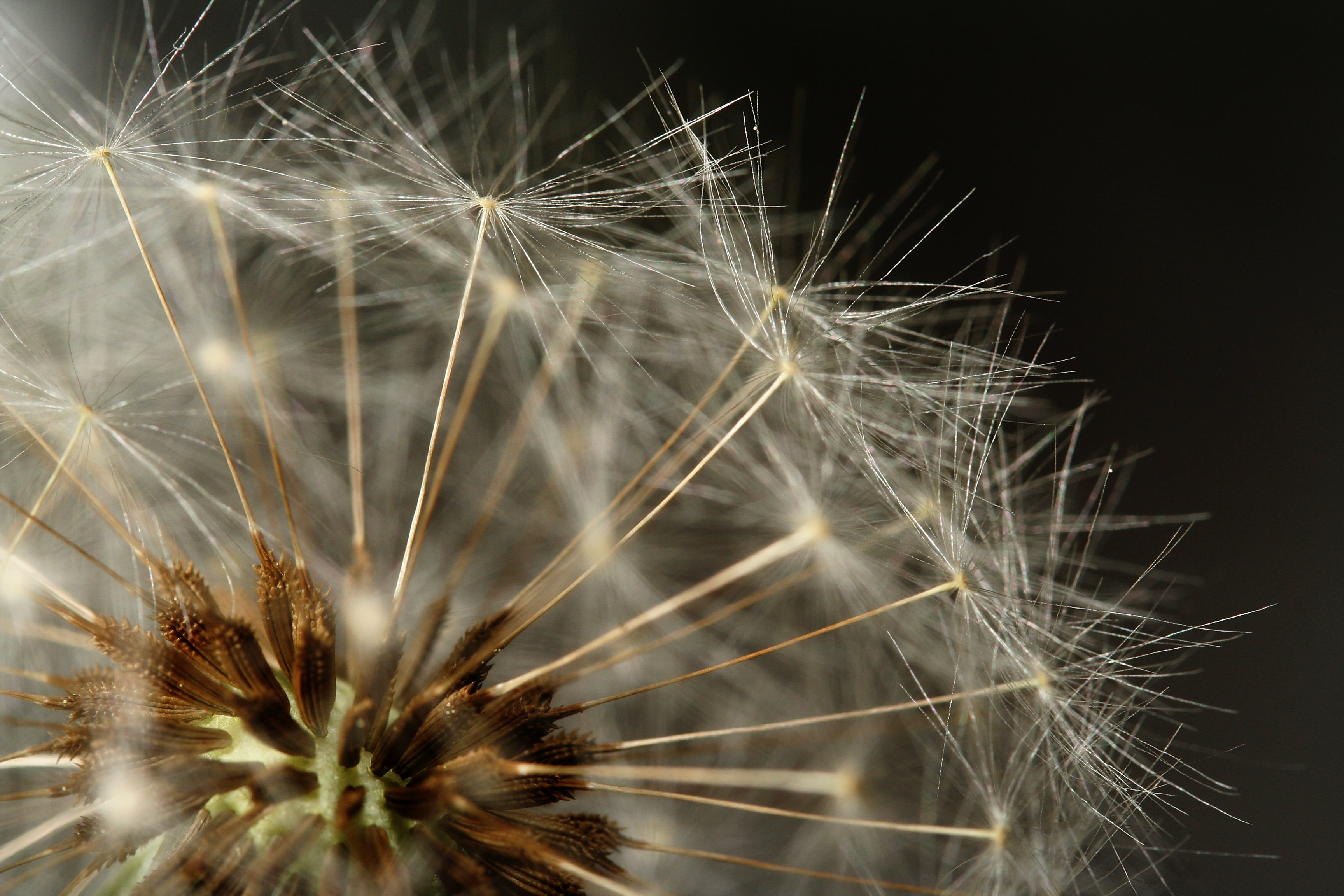
Detall de cípsela de dent de lleó
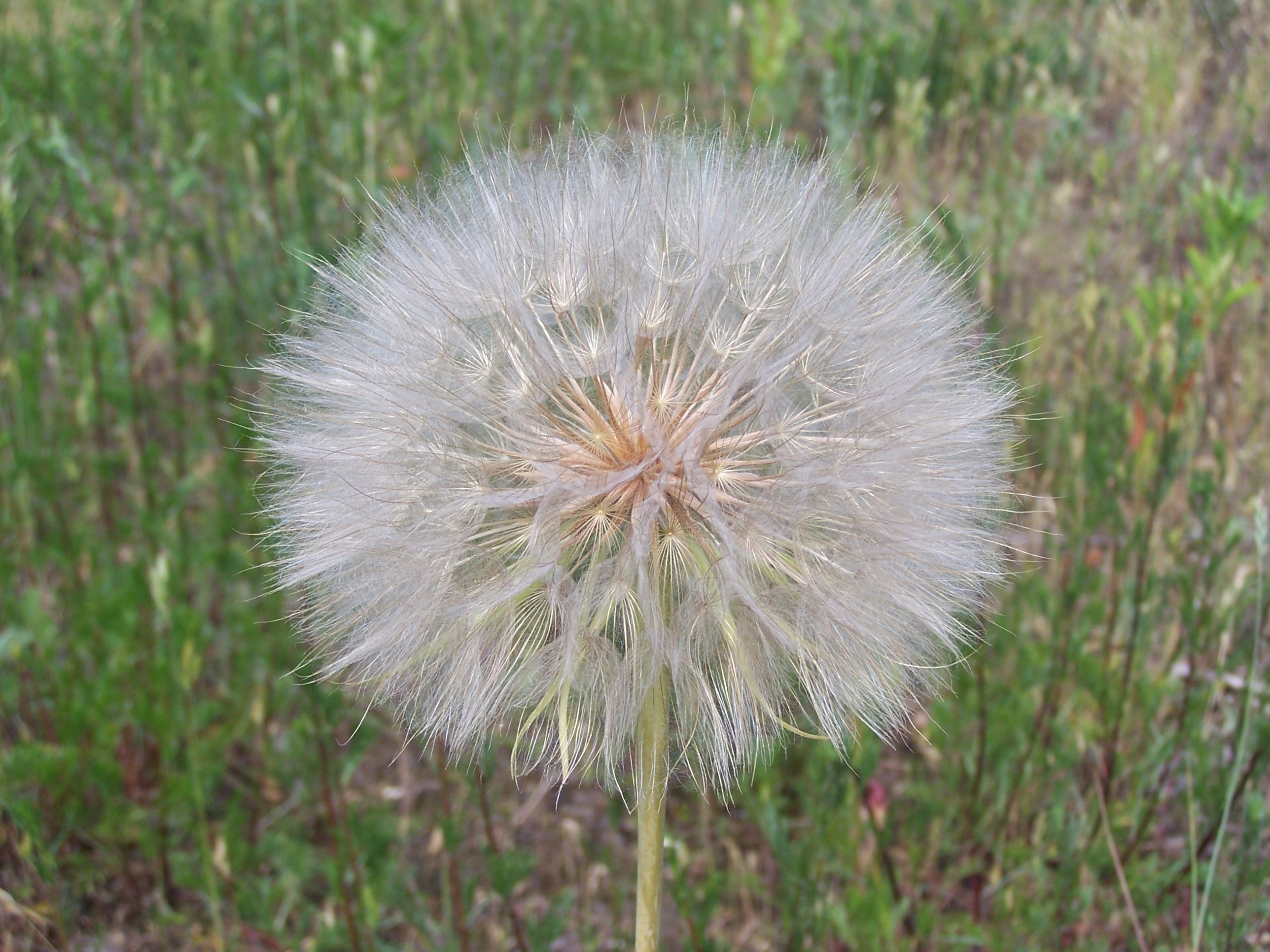
Cípsela de Tragopogon pratensis